# Inchfad

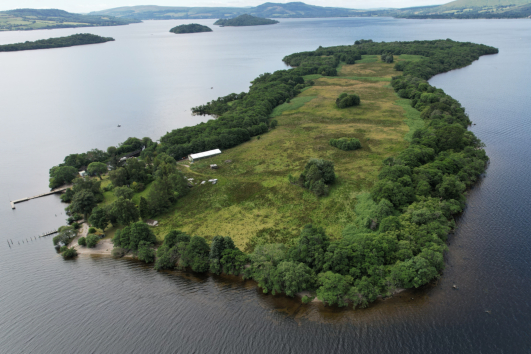
Inchfad in 2022

Inchfad är en ö i sydöstra delen av sjön Loch Lomond i Storbritannien.   Den ligger i kommunen Stirling och riksdelen Skottland, i den nordvästra delen av landet, 600 km nordväst om huvudstaden London. Arean är 35 kvadratkilometer. 